# Wilhelm Hohoff
 (avril 2022).
Si vous disposez d'ouvrages ou d'articles de référence ou si vous connaissez des sites web de qualité traitant du thème abordé ici, merci de compléter l'article en donnant les références utiles à sa vérifiabilité et en les liant à la section « Notes et références ».
Wihelm Hohoff, né le 9 avril 1848 à Midenbach et mort le 10 février 1923 à Paderborn, est un militant communiste chrétien et philosophe néothomisme. Proche des idées de Karl Marx, il conclut qu'il est impossible d'être chrétien sans recourir aux doctrines formulées par ce dernier.

## Parallèle entre saint Thomas d'Aquin et Lénine
Il entretient une correspondance avec Lénine faisant la synthèse idéologique entre le néothomisme et le marxisme-léninisme, ce qui plait à Lénine. Il poursuit également une tentative de dialogue entre le catholicisme et la gauche socialiste-révolutionnaire amorcé en Allemagne quelque décennies plus tôt par Wihelm Von Kettle[réf. nécessaire].

## Fin de vie
Il a pour ami et bienfaiteur durant les dernières années de son existence le socialiste suisse Hermann Greulich qui lui permet de surmonter les problèmes financiers. En effet, Wihelm Honoff vivait alors dans une grande misère.

## Controverse
Ses écrits sont clairement antisémites, comme l'a souligné en son temps le socialiste Isaac Babel. C'est ce qu'a mis en évidence l'historien de l'antisémitisme Jacques Aron.